# José Moreira (atleta)

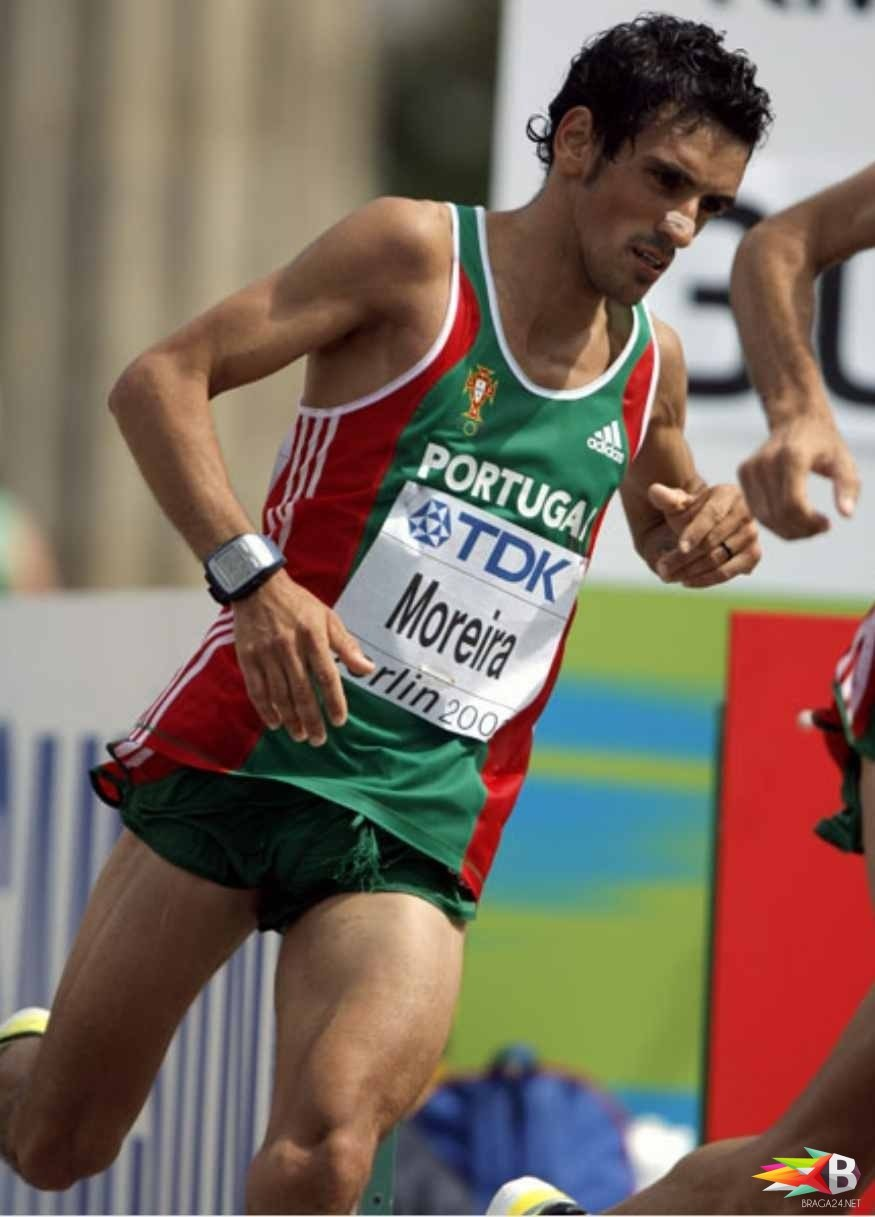
José Moreira no Campeonato do Mundo de Berlim 2009

José Carlos Oliveira Valente Moreira (São João da Madeira, 5 de Maio de 1980) é um atleta português maratonista, especialista em provas de fundo. Começou a correr pelos Ribeirinhos com 8 anos de idade. Mais tarde, correu no Sanjoanense, Clube de Campismo, ACR Vale de Cambra, Joane, Cyclones/Sanitop e pelo GDR Corforlimpa. Seguiu-se depois o Sport Lisboa e Benfica entre 2013 e 2015, participando em algumas vitórias do clube. No final do ano de 2015, transferiu-se para o Sporting Clube de Portugal, tendo feito parte das equipas que ganharam o Campeonato Nacional de Corta-Mato em 2016 e 2017. 
A primeira conquista obtida foi de vice campeão nacional júnior 3000m  em pista coberta, realizado em Espinho. 
Em 2004/2009 foi campeão nacional dos 10000m, disputado na Marinha Grande e Maia, respectivamente.
Ainda no ano de 2009, foi 9º classificado no Campeonato do Mundo de Atletismo e 2º atleta Europeu, realizado em Berlim, com o tempo de 02:14:05.
Em 2010, esteve presente na Maratona de Sevilha, aonde bateu o seu recorde pessoal de 2:13:37  obtendo mínimos para o Campeonato da Europa de Atletismo de Barcelona de 2010. A sua participação no Campeonato da Europa de Atletismo de Barcelona de 2010 ficou marcada pela negativa, tendo ficado em 42º lugar, com 02:43:56 , provavelmente pelo recente falecimento do seu treinador.
Ao longo da carreira participou nos Campeonatos da Europa, em Zurique 2014 na Maratona e em Amesterdão 2016, na Meia Maratona.
Participou em 20 Maratonas, destacando-se as de Sevilha  em 2010 e Porto em 2016 , ambas completadas em 3º lugar.

## Recordes pessoais
- 5000m 14:16.13 (Luso-2009) [5]
- 10000m 29:14:03 (Póvoa de Varzim 2015)[5]
- Meia Maratona 01:04:00 (Viana do Castelo-2010)[5]
- Maratona 02:13:57 (Sevilha-2010)[5]

## Palmarés

### Campeonatos do Mundo
- (Berlim 2009) Maratona 01:14:05 (9ºlugar)[5]

### Campeonatos da Europa
- (Barcelona 2010) Maratona 02:43:56 (42ºlugar)[5]
- (Zurique 2014) Maratona 02:24:23 (39ºlugar)[5]
- (Amesterdão 2016) Meia Maratona 01:07:17 (49ºlugar)[5]

### Taças da Europa 10000m
- (Prevets 2013) 29:22:64 (10ºlugar)[5]
- (Skopje 2014) 30:20:45 (11ºlugar)[5]

### Troféus Ibéricos 10000m
- (Marato 2013) 29:32:21 (6ºlugar)[5]
- (Lisboa 2014) 29:21:63 (16ºlugar)[5]

### Taça dos Clubes Campeões da Europa Cross
- (Açoteias 2014) Vice Campeão da Europa por equipas (SLB)[5]
- (Guedelarrara 2015) 4º lugar por equipas (SLB)[5]
- (Açoteias 2017) Vice Campeão da Europa por equipas (SCP)[5]

### Títulos Nacionais
- (Maia 2009) 10000m 29:55:13 (medalha de ouro)[5]
- (Marinha Grande 2004) 10000m 30:01:31(medalha de ouro)[6]

### Maratonas
- (San Sebastian 2008) 02:22:12 (5ºlugar)[5]
- (Hamburgo 2009) 02:14:57 (4ºlugar)[5]
- (Berlim 2009) 02:14:05 (9ºlugar)[5]
- (Sevilha 2010) 02:13:37 (3ºlugar)[5]
- (Barcelona 2010) 02:43:56 (42ºlugar)[5]
- (Praga 2010) desistiu (5km pace)[5]
- (Pequim 2010)
- (Viena de Austria 2011) 02.16:44 (18ºlugar)[5]
- (Berlim 2011) 02:18:56 (23ºlugar)[5]
- (Dusseldorf 2012)
- (Viena de Austria 2012) desistiu
- (Porto 2013) 02:16:19 (5ºlugar)[5]
- (Zurique 2014) 02:24:23 (39ºlugar)[5]
- (Valencia 2015) 02:15:07 (12ºlugar)[5]
- (Praga 2015) 02:17:46 (13ºlugar)[5]
- (Luxemburgo 2015) 02:37.03 (6ºlugar)[5]
- (Hamburgo 2016) desistiu[5]
- (Cracóvia 2016) 02:20:02 (6ºlugar)[5]
- (Porto 2016) 02:16:11 (3ºlugar)[5]
- (Hamburgo 2017) 02.20:38 (20ºlugar)[5]